# اليسار العمالي (أستراليا)
اليسار العُمَّالي الأسترالي، المعروف أيضًا باسم اليسار التقدُّمي أو اليسار الاشتراكي، هو فصيل وتوجه سياسي داخل حزب العمل الأسترالي (ALP). وهو يتنافس مع فصيل اليمين العُمَّالي الأكثر ليبرالية اقتصاديًا.
يعمل اليسار العمالي بشكل مستقل في كل ولاية وإقليم في أستراليا، وينظم شؤونه كتحالف واسع على المستوى الوطني. تشمل مواقف اليسار العُمَّاليَّة السياسية كل من ديمقراطية الحزب، والتدخل الاقتصادي، والإصلاح الضريبي التصاعدي، وحقوق اللاجئين، والمساواة بين الجنسين، وزواج المثليين. يضم الفصيل أعضاء لديهم مجموعة من وجهات النظر السياسية، بما في ذلك الاقتصاد الكينزي، والنضال النقابي، والديمقراطية الاجتماعية الفابية، واليسارية الجديدة، والاشتراكية الديمقراطية.

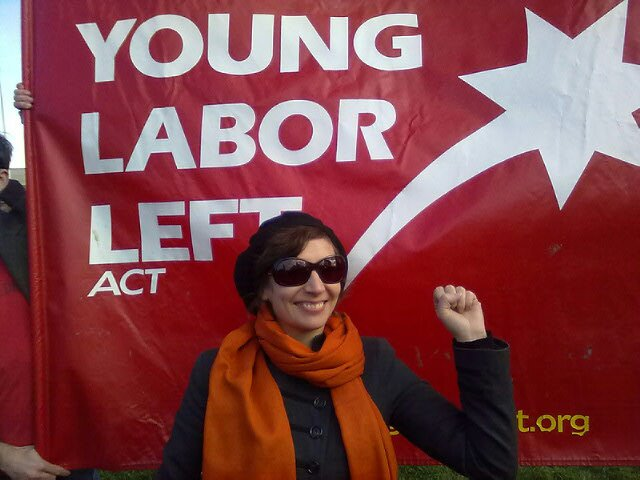
ناشطة من اليسار العمالي الشاب عام 2011.

## روابط خارجية
- موقع نيو ساوث ويلز اليسار
- موقع حزب العمال الشباب اليساري في نيو ساوث ويلز
- موقع اليسار الاشتراكي
- موقع QLD اليساري
- موقع مجلة التحدي